# (39479) 1980 UQ1
(39479) 1980 UQ1 est un astéroïde de la ceinture principale d'astéroïdes découvert en 1980.

## Description
(39479) 1980 UQ1 a été découvert le 31 octobre 1980 à l'observatoire Palomar, situé au nord de San Diego en Californie, par Schelte J. Bus.

### Caractéristiques orbitales
L'orbite de cet astéroïde est caractérisée par un demi-grand axe de 2,31 ua, un périhélie de 1,96 ua, une excentricité de 0,15 et une inclinaison de 4,50° par rapport à l'écliptique. Du fait de ces caractéristiques, à savoir un demi-grand axe compris entre 2 et 3,2 ua et un périhélie supérieur à 1,666 ua, il est classé, selon la JPL Small-Body Database, comme objet de la ceinture principale d'astéroïdes.

### Caractéristiques physiques
(39479) 1980 UQ1 a une magnitude absolue (H) de 15,4 et un albédo estimé à 0,124.